# Moniek Kleinsman
Moniek Frida Maria Kleinsman (* 3. November 1982 in Bentelo) ist eine ehemalige niederländische Eisschnellläuferin.

## Werdegang
Kleinsman kam bei den Juniorenweltmeisterschaften 2002 in Klobenstein auf den zehnten Platz im Mini-Mehrkampf und nahm zu Beginn der Saison 2004/05 in Hamar teil, wobei sie den 13. Platz über 3000 m und den siebten Platz in der Teamverfolgung errang. Im weiteren Saisonverlauf wurde sie niederländische Meisterin im Kleinen-Vierkampf, bei der Mehrkampfweltmeisterschaft 2005 in Moskau Achte im Kleinen-Vierkampf und bei der Mehrkampfeuropameisterschaft 2005 in Heerenveen Siebte im Kleinen-Vierkampf. Zudem erreichte sie mit sechs Top-Zehn-Platzierungen den neunten Platz in der Weltcupwertung über 3000/5000 m. Bei den Einzelstreckenweltmeisterschaften 2005 in Inzell belegte sie den 12. Platz über 5000 m, den siebten Rang über 3000 m sowie den sechsten Platz in der Teamverfolgung und bei der Winter-Universiade 2005 in Innsbruck den zehnten Platz über 1000 m. Außerdem gewann sie dort die Goldmedaille über 3000 m. In der Saison 2005/06 holte sie in der Teamverfolgung in Heerenveen ihren einzigen Weltcupsieg und lief bei den Olympischen Winterspielen 2006 in Turin auf den 17. Platz über 3000 m sowie auf den sechsten Rang in der Teamverfolgung. In der folgenden Saison kam sie dort in der Teamverfolgung mit dem dritten Platz letztmals im Weltcup aufs Podest und gewann bei der Winter-Universiade 2007 die Bronzemedaille über 1500 m sowie die Silbermedaille über 5000 m. In der Saison 2010/11 wurde sie niederländische Meisterin über 5000 m und absolvierte in Heerenveen ihren letzten Weltcup, welchen sie auf dem 18. Platz über 3000 m beendete.

## Erfolge

### Olympische Spiele
- 2006 Turin: 6. Platz Teamverfolgung, 17. Platz 3000 m

### Einzelstrecken-Weltmeisterschaften
- 2005 Inzell: 6. Platz Teamverfolgung, 7. Platz 3000 m, 12. Platz 5000 m

### Mehrkampf-Weltmeisterschaften
- 2005 Moskau: 8. Platz Kleiner-Vierkampf

### Europameisterschaften
- 2005 Heerenveen: 7. Platz Kleiner Vierkampf

### Weltcupsiege im Team
| Nr. | Datum            | Ort        | Disziplin        |
| --- | ---------------- | ---------- | ---------------- |
| 1.  | 4. Dezember 2005 | Heerenveen | Teamverfolgung 1 |

## Persönliche Bestzeiten
| Disziplin | Zeit         | Datum             | Ort            |
| --------- | ------------ | ----------------- | -------------- |
| 500 m     | 40,41 s      | 18. Dezember 2004 | Heerenveen     |
| 1000 m    | 1:20,56 min  | 2. Januar 2005    | Heerenveen     |
| 1500 m    | 1:58,95 min  | 13. November 2005 | Calgary        |
| 3000 m    | 4:05,97 min  | 11. Dezember 2009 | Salt Lake City |
| 5000 m    | 7:06,47 min  | 30. Dezember 2005 | Heerenveen     |
| 10000 m   | 15:07,50 min | 23. März 2002     | Calgary        |